# Mahadevakodigehalli, Bangalore North
Mahadevakodigehalli là một làng thuộc tehsil Bangalore North, huyện Bangalore Urban, bang Karnataka, Ấn Độ.